# Cilicaeopsis lepida
Cilicaeopsis lepida is een pissebed uit de familie Sphaeromatidae. De wetenschappelijke naam van de soort is voor het eerst geldig gepubliceerd in 1992 door Kussakin & Malyutina.